# Friedhof Dölzschen

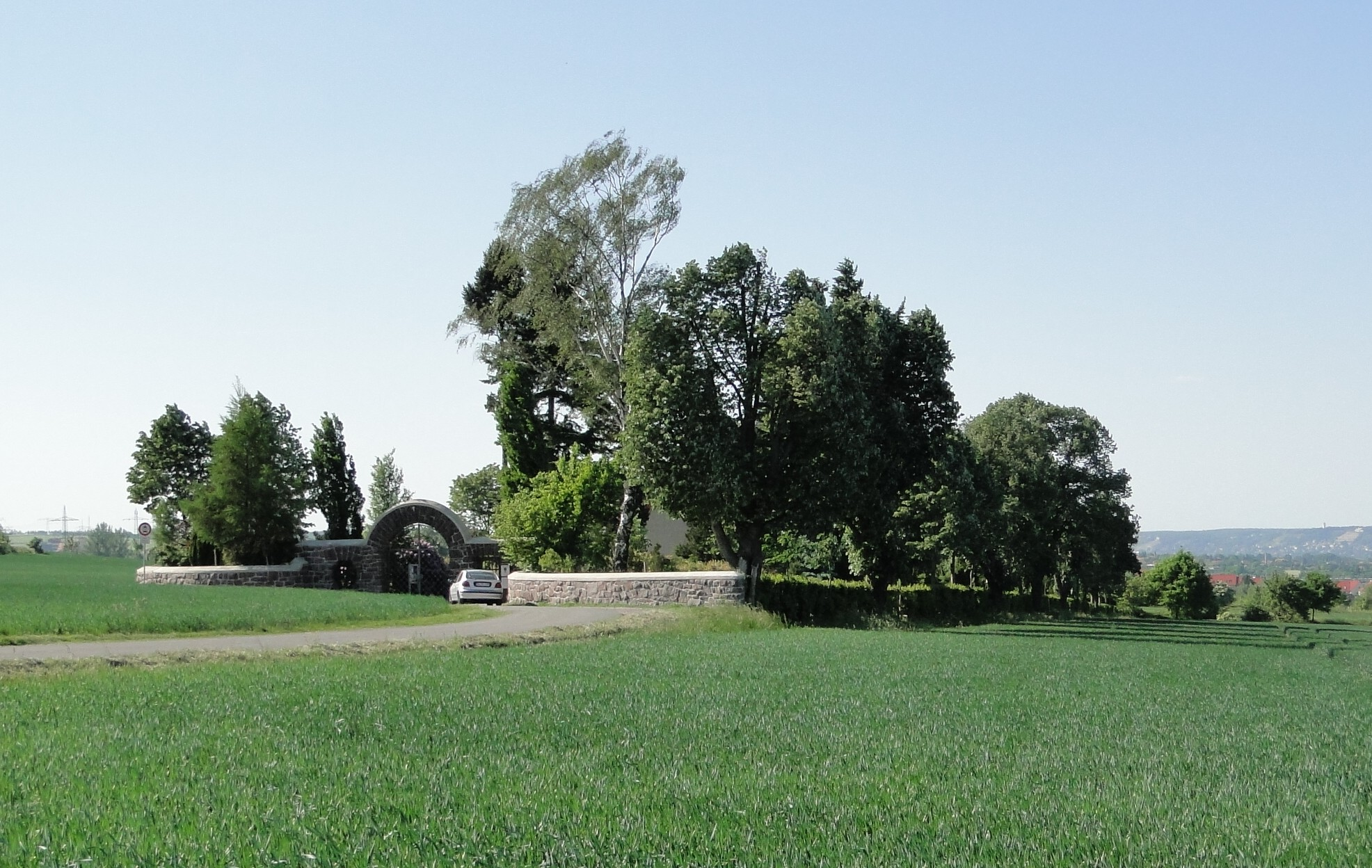
Friedhof Dölzschen, 2012

Der Friedhof Dölzschen ist ein Friedhof im Dresdner Ortsteil Dölzschen. Er steht seit 2000 als Sachgesamtheit unter Denkmalschutz.

## Lage
Der Friedhof liegt am Ende des Dölzschener Friedhofswegs auf einem Hügel. Er ist von Feldern und Wiesen umgeben. Ein Feldweg führt am Friedhof vorbei ins benachbarte Roßthal. Das Friedhofsgelände wird von einer Hainbuchenhecke umgrenzt. Nur der Eingangsbereich wurde aus Syenit erbaut. Charakteristisch sind zudem zahlreiche Silberlinden auf dem Friedhofsgelände.
Trotz Protesten in der Bevölkerung unterquert der ab 2000 gebaute Tunnel der Autobahn 17 von Dresden nach Prag auch den Dölzschener Friedhof.

## Geschichte

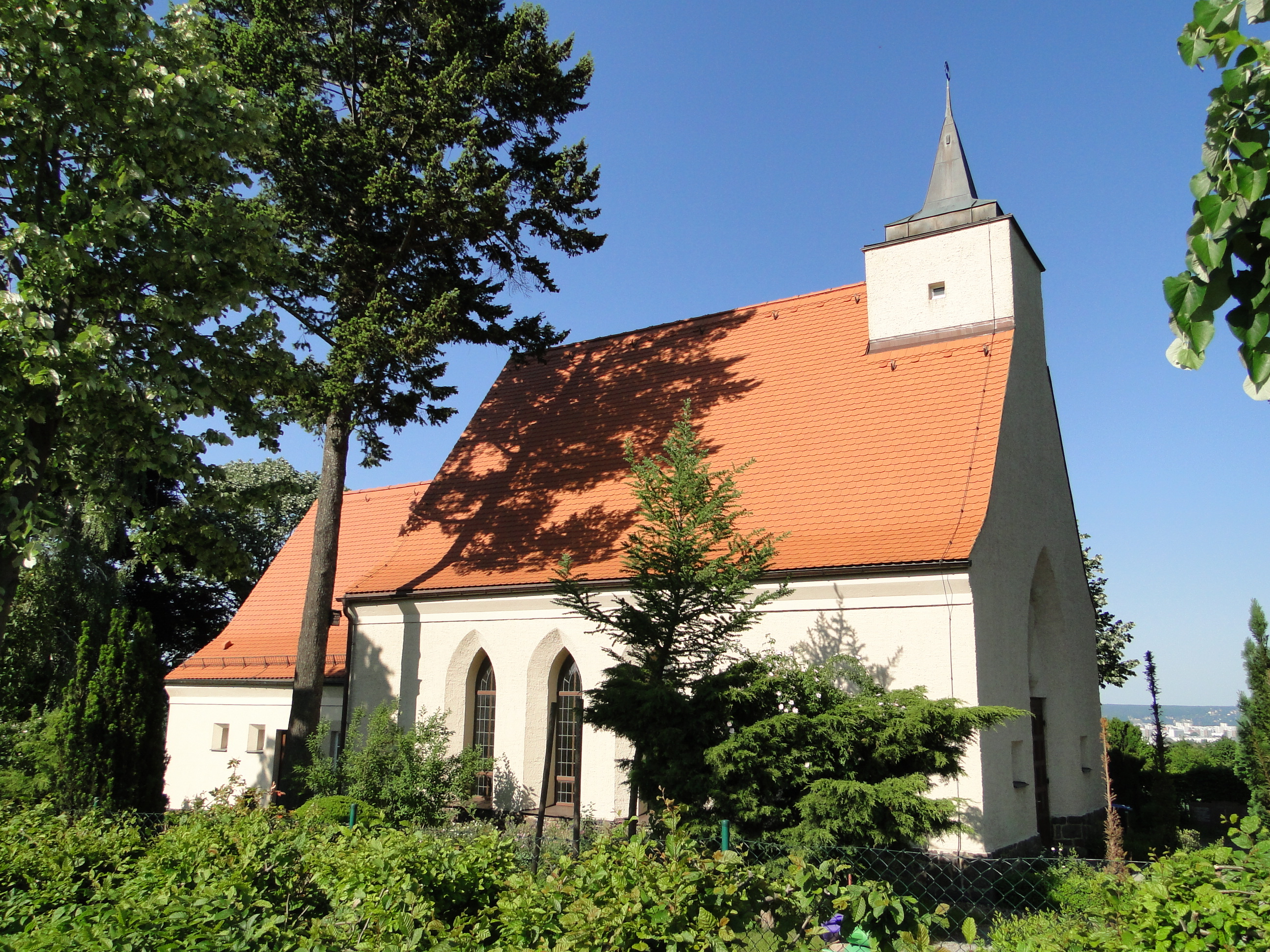
Kapelle des Friedhofs Dölzschen

Dölzschen gehörte ursprünglich zu Dresden. Taufen fanden in der Kreuzkirche, Trauungen in der Frauenkirche und Trauerfeiern in der Annenkirche statt, wobei die Dölzschener Bürger auf den Annenfriedhöfen beigesetzt wurden. Eine Kirche gab es in Dölzschen nie. Im Jahr 1878 wurde Dölzschen Pesterwitz und Plauen zugeteilt, die eigene Friedhöfe hatten.
Im Jahr 1920 erwarb die Gemeinde Dölzschen vom Fabrikbesitzer Arno Reichelt aus Loschwitz rund 0,81 Hektar Land in Dölzschen. Der Friedhof wurde von 1922 bis 1923 angelegt, wobei Wilhelm Stein die Gartengestaltung übertragen wurde. Eigentümer des Friedhofs war die Gemeinde Dölzschen. Nach der Eingemeindung Dölzschens zu Dresden im Jahr 1945 wurde der Friedhof vom Städtischen Friedhofsamt übernommen. Bis heute zählt der Friedhof neben dem Heidefriedhof, dem Nordfriedhof und dem Urnenhain Tolkewitz zu den vier kommunalen Friedhöfen der Stadt Dresden. Er ist gleichzeitig der kleinste kommunale Friedhof der Stadt.
Als 1923 die erste Bestattung auf dem Friedhof Dölzschen stattfand, besaß er noch keine Trauer- bzw. Feierhalle. Sie entstand aus Geldknappheit erst ab 1927. Der Entwurf stammt von Architekt Reinhardt, die Bauausführung lag in den Händen des Coschützer Baumeisters Max Seiffert. Am 9. September 1928 wurde die Feierhalle eingeweiht. Nach Ende des Zweiten Weltkriegs wurde der Bau nur noch wenige Jahre lang regelmäßig genutzt. Neben Trauerfeiern fanden hier auch Feierlichkeiten zur Weihnachtszeit und Erntedankfeste statt. Das Gebäude verfiel in der Folgezeit, sodass schließlich nur noch ein Nebenraum für Trauerfeiern genutzt werden konnte.
Ab 2000 setzten sich Dölzschener Bürger, die 2002 den Freundeskreis Dölzschener Friedhof e. V. gründeten, für eine Sanierung der Friedhofskapelle ein, und sammelten mit Ausstellungen und Benefizkonzerten erste Gelder. Die Sanierung der Kapelle, die 190.000 Euro kostete und zum Großteil von der Stadt Dresden finanziert wurde, erfolgte von 2004 bis September 2006. Dabei wurden unter anderem das Dach neu gedeckt, das Kapellentürmchen renoviert und der Bau, der aufgrund der Hanglage immer wieder durch sich aufstauendes Wasser feucht wurde, trockengelegt. Auch eine verwitterte Figur über dem Eingang der Kapelle konnte rekonstruiert werden. Im Zuge der Wiedereröffnung 2006 erhielt die Feierhalle zudem eine elektronische Orgel, die aus Spendengeldern finanziert wurde. Die Kapelle wird inzwischen unter anderem für Trauerfeiern, Konzerte und Ausstellungen genutzt. Seit 2011 engagiert sich der Verein für den Bau eines separaten Glockenstuhls mit einer Glocke auf dem Friedhofsgelände, da der Dachreiter der Kapelle für eine Glocke zu klein ist.

## Persönlichkeiten

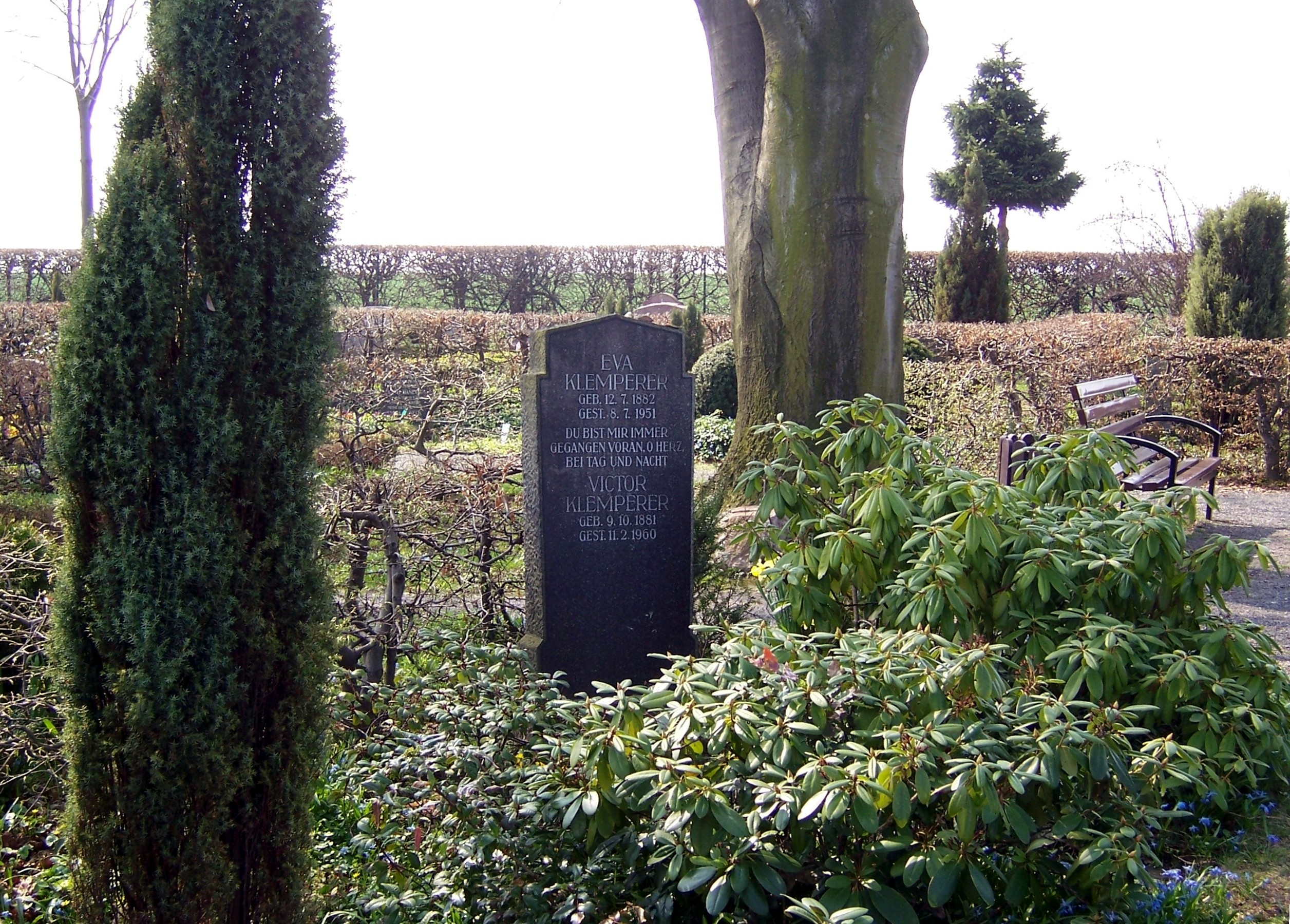
Grab von Victor und Eva Klemperer

- Albrecht Beickert (1920–1974), Arzt
- Gerd Böhme (1899–1978), Maler (nicht erhalten)
- Rudolf Donath (1932–2016), Schauspieler und Regisseur
- Hans Fürst (1909–2001), Chemiker
- Eva Klemperer (1882–1951), Pianistin, Malerin und Übersetzerin
- Victor Klemperer (1881–1960), Literaturwissenschaftler
- Wolfgang Lange (1921–1977), Mathematiker
- Martin Erich Philipp (1887–1978), Maler und Grafiker
- Karl Otto Trinks (1891–1981), Pädagoge
- Balduin Thieme (1910–1996), Schriftsteller (Pseudonym „Peter Uhu“)[9]